# Peruviacris
Peruviacris is een geslacht van rechtvleugeligen uit de familie Romaleidae. De wetenschappelijke naam van dit geslacht is voor het eerst geldig gepubliceerd in 1978 door Descamps.

## Soorten
Het geslacht Peruviacris omvat de volgende soorten:
- Peruviacris brunneovittata Descamps, 1978
- Peruviacris cerciata Descamps, 1983
- Peruviacris infusca Descamps, 1983